# Hackelia brachytuba
Hackelia brachytuba là loài thực vật có hoa trong họ Mồ hôi. Loài này được (Diels) I.M.Johnst. mô tả khoa học đầu tiên năm 1937.